# Vuohisaari (ö i Norra Karelen, Joensuu, lat 63,09, long 29,31)
Vuohisaari är en ö i Finland. Den ligger i sjön Rauanjärvi och i kommunen Juga i den ekonomiska regionen  Joensuu ekonomiska region  och landskapet Norra Karelen, i den centrala delen av landet, 400 km nordost om huvudstaden Helsingfors. Öns area är 0,2 hektar och dess största längd är 80 meter i nord-sydlig riktning.